# Люди долини Сумбар
«Люди долини Сумбар» — радянський художній фільм 1938 року, знятий режисером Миколою Тихоновим на Ашхабадській кіностудії.

## Сюжет
Про роботу вчених наукової станції, що влаштувалася в пустельних передгір'ях Копетдагу, по акліматизації цінних рослин в умовах Південного Туркменістану.

## У ролях
- Сергій Комаров — професор Бураков
- Іван Пельтцер — Іван Петрович, професор
- Любов Ненашева — Олександра Семенівна
- Єва Мілютіна — Джемал
- Андрій Абрикосов — агроном Нурі
- Карл Гурняк — начальник станції
- Петро Галаджев — Сахат
- Олександра Агєєва — Айна
- Іван Іванов — лікар
- Ашир Міляєв — прикордонник

## Знімальна група
- Режисер — Микола Тихонов
- Сценарист — Сергій Єрмолинський
- Оператори — Борис Муратовський, Олександр Фролов
- Композитор — Ігор Способін